# Herry (adel)

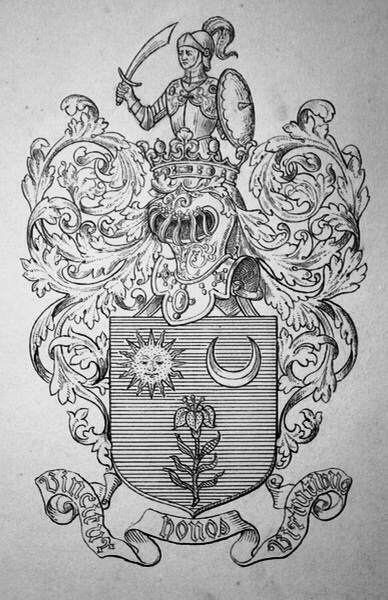
Wapen van de familie Herry

Herry is een Belgische adellijke familie.

## Geschiedenis
In 1756 verleende keizerin Maria-Theresia erfelijke adel aan Philippe en Jacques Herry (zie hierna) en aan Pierre (uitgedoofde tak). 

## Genealogie
- Alphonse Herry (1681-1740), x Anne van der Vorst (1687-1745)
  - Philippe Herry (1720-1801), x Françoise Mertens (1725-1793)
    - Philippe-Jacques Herry (1752-1811), x Anne-Marie van Scherpenbergh (1768-1817)
      - Philippe Herry (zie hierna)
      - Albert Herry (zie hierna)

  - Alexandre Herry (1768-1811), x Marie-Jacqueline de Vos (1772-1830)
    - Gustave Herry (1801-1873), x Henriette Vispoel (1803-1854)
      - Eugène Herry (1854-1857), x Maria Vermeulen (1824-1882)
        - Georges Herry (zie hierna)
        - Leon Herry (zie hierna)

  - Jacques Herry (1752-1785), x Marie-Thérèse de Gasparoly (1729-1807)
    - Jacques Herry (zie hierna)

## Philippe Herry
Philippe Joseph Jean-Népomucène Hyacinthe Herry (Antwerpen, 16 november 1796 - Sint-Joost-ten-Node, 22 mei 1871) was kolonel-bevelhebber van het 7de Linie, in garnizoen in Brugge, en eindigde zijn militaire carrière als generaal-majoor. Hij kreeg in 1847 erfelijke adelserkenning. Hij trouwde in 1830 in Beveren-Waas met Julie Annez de Zillebeke (1804-1844), zus van Charles Annez de Zillebeke, militair en lid van het Nationaal Congres. Ze kregen een enige dochter, Julienne Herry (1831-1911). De familietak doofde uit bij haar overlijden.

## Albert Herry
Albert Alexandre Herry (Antwerpen, 1 september 1807 - aldaar, 22 maart 1865) was voorzitter van de handelsrechtbank en van de Kamer van Koophandel in Antwerpen en bestuurder van de Nationale Bank van België. Samen met zijn broer werd hij in 1847 erkend in de erfelijke adel. Hij trouwde in 1844 in Antwerpen met Delphine Borée (1820-1896).
- Léon Herry (1854-1929), directeur-generaal van de Belgische afdeling op de Wereldtentoonstelling van 1897 in Parijs. Hij bleef vrijgezel en met hem doofde deze familietak uit.

## Georges Herry
Georges Gustave Marie Charles Ghislain Herry (Gent, 2 juli 1851 - Mariakerke, 30 oktober 1903), burgemeester van Steenhuize-Wijnhuize, volksvertegenwoordiger en senator, trouwde in 1873 in Gent met Adrienne van Tieghem de ten Berghe (1849-1901), dochter van Pierre van Tieghem de Ten Berghe, volksvertegenwoordiger. Ze kregen twee zoons en een dochter, met afstammelingen tot heden. In 1880 verkreeg hij erkenning in de erfelijke adel en in 1898 werd hij bevorderd tot baron, overdraagbare titel bij eerstgeboorte.

## Léon Herry
Léon Henri Ghislain Marie Herry (Gent, 23 januari 1855 - Sint-Denijs-Westrem, 8 april 1906), burgemeester van Sint-Denijs-Westrem, trouwde in 1879 in Gent met barones Valérie de Loën d'Enschedé (1858-1927), dochter van baron Ferdinand de Loën d'Enschedé, burgemeester van Villers-devant-Orval en senator. Ze kregen een zoon en vijf dochters, met afstammelingen tot heden. Ze waren de schoonouders van baron François du Four, burgemeester van Turnhout en senator. Hij verkreeg in 1880 erkenning in de erfelijke adel

## Jacques Herry
Jacques Louis Antoine Marie Bernard Herry (Antwerpen, 29 oktober 1761 - Leuven, 6 juni 1847), ondervoorzitter van de rechtbank van eerste aanleg in Brussel, trouwde in 1810 in Leuven met Marie-Thérèse Claes (1774-1853). Hij verkreeg in 1845 erkenning in de erfelijke adel.
- François Herry (1812-1891), advocaat en gedeputeerde van Brabant, trouwde in 1832 in Leuven met Emilie de Cocqueau (1810-1851). Ze hadden twee dochters. Bij zijn overlijden doofde deze familietak uit.